# あじろ南熱海が丘
あじろ南熱海が丘（あじろ みなみあたみがおか）とは、静岡県熱海市和田木地区の山中にある温泉付き別荘地。

## 概要
和田木地区の山中にある2つの別荘地の内、南西に位置する方の別荘地。総区画約300、総棟数約170、定住数約50世帯。
1989年（平成元年）から分譲開始。管理は「KRGランド」。
隣接する別荘地「南熱海グリーンヒル」とは対照的に、基本的に二車線道路で、各物件の間隔も広めな、ゆったりとした造りとなっている。
別荘地の中央には、「希望川」という川が流れ、途中で「あひる池」という池も形成している。また別荘地の北部には、「恵みの森」という名の野鳥観察ができる自然公園・遊歩道も整備されている。
なお、網代港方面から「南熱海グリーンヒル」へと上がってきて、「あじろ南熱海が丘」へとやって来る道は、大正時代まで使われた古道「東浦路」に沿った道であり、「あじろ南熱海が丘」の南東部にある「大島茶屋（峠の茶屋）跡」（網代峠）からは、伊東市宇佐美方面へと抜ける山道となっている。山道の途中には、江戸城の石垣の石を切り出した「石丁場跡」もある。

## 交通・アクセス
最寄り駅である伊東線の網代駅へは距離約1.5km、車で約5分。
網代駅の裏側、水神川沿いを上がっていく和田木地区の主要道路を経由して、別荘地へと至る。
別荘地内の17のバス停と、網代駅とをつなぐ無料送迎バス（ハッピーライナー）が、火・木・土に1日3便運行されている。